# Campeonato Sudamericano de Voleibol Femenino de 2003
El 25º Campeonato Sudamericano de Voleibol Femenino fue realizado en el año de 2003 en Bogotá, Colombia.

## Tabla final
| Posición | Equipo    |
| -------- | --------- |
|          | Brasil    |
|          | Argentina |
|          | Perú      |
| 4        | Colombia  |